# Calvitimela
Calvitimela Hafellner (karfinka) – rodzaj grzybów z rodziny Tephromelataceae. Ze względu na współżycie z glonami zaliczany jest do grupy porostów.

## Systematyka i nazewnictwo
Pozycja w klasyfikacji według Index Fungorum: Tephromelataceae, Lecanorales, Lecanoromycetidae, Lecanoromycetes, Pezizomycotina, Ascomycota, Fungi.
Takson utworzył Josef Hafellner w 2001 r.
Nazwa polska według opracowania W. Fałtynowicza.

## Gatunki występujące w Polsce
- Calvitimela aglaea (Sommerf.) Hafellner 2001 – karfinka czarowna
- Calvitimela armeniaca (DC.) Hafellner 2001 – karfinka morelowa

Nazwy naukowe na podstawie Index Fungorum. Nazwy polskie według checklist W. Fałtynowicza.